# Ронан
Ронан (на английски: Ronan) е град в окръг Лейк, щата Монтана, САЩ. Ронан е с население от 1812 жители (2000) и обща площ от 2,8 km². Намира се на 929 m надморска височина. ЗИП кодът му е 59864, а телефонният му код е 406.